# رحى ثانية علوية
الرحى الثانية العلوية أو الطاحن العلوي الثاني (بالإنجليزية:Maxillary Second Molar)، هو السن السابع بعيدًا عن خط الوسط للوجه في الأسنان الدائمة، والسن الخامس والأخير بعيداً عن خط منتصف الوجه في الأسنان اللبنية. يقع الطاحن الثاني العلوي الدائم في منتصف الطواحن الثلاثة الدائمة، يسبقه الطاحن العلوي الأول ويتلوه الطاحن العلوي الثالث(ضرس العقل)، وظيفة هذا الضرس تشبه وظيفة جميع الأضراس فيما يتعلق بالطحن باعتباره الإجراء الرئيسي الذي يقوم به أثناء مضغ الطعام، عادة ما يكون هناك أربعة شرفات لدى الطحان العلوي الثاني، اثنتان على الجانب الشدقي (الجانب الأقرب للخد) واثنتان على الجانب الحنكي (الجانب الأقرب إلى الحنك). هناك اختلافات كبيرة بين الطاحن الثاني العلوي اللبني والطاحن الثاني العلوي الدائم، على الرغم من أن وظيفتها متشابهة، لكن في الأسنان اللبنية يكون هو السن الأخير، ولا يقوم الطاحن الثاني العلوي الدائم باستبدال اللبني، بل يظهر محله الضاحك الثاني العلوي الدائم.